# 第13回英国インディペンデント映画賞
第13回英国インディペンデント映画賞は、2010年のイギリスのインディペンデント映画を対象とした賞である。結果は2010年12月5日にロンドンで発表された。

## 受賞とノミネート
太字は受賞。

### 作品賞
- 『英国王のスピーチ』
  - Four Lions
  - 『キック・アス』
  - 『モンスターズ/地球外生命体』
  - 『わたしを離さないで』

### 監督賞
- ギャレス・エドワーズ – 『モンスターズ/地球外生命体』
  - マイク・リー – 『家族の庭』
  - マシュー・ヴォーン – 『キック・アス』
  - トム・フーパー – 『英国王のスピーチ』
  - マーク・ロマネク – 『わたしを離さないで』

### ダグラス・ヒコックス賞（新人監督賞）
- クリオ・バーナード – The Arbor
  - デブス・ガードナー・パターソン – Africa United
  - ローワン・ジョフィ –『ブライトン・ロック』
  - クリス・モリス – Four Lions
  - ギャレス・エドワーズ – 『モンスターズ/地球外生命体』

### 主演男優賞
- コリン・ファース – 『英国王のスピーチ』
  - ジム・ブロードベント – 『家族の庭』
  - リズ・アーメド – Four Lions
  - スクート・マクネイリー – 『モンスターズ/地球外生命体』
  - アイダン・ギレン – Treacle Junior

### 主演女優賞
- キャリー・マリガン – 『わたしを離さないで』
  - マンジンダー・ヴァーク（英語版） – The Arbor
  - ルース・シーン – 『家族の庭』
  - アンドレア・ライズボロー – 『ブライトン・ロック』
  - サリー・ホーキンス –『ファクトリー・ウーマン（英語版）』

### 助演男優賞
- ジェフリー・ラッシュ – 『英国王のスピーチ』
  - ケイヴァン・ノヴァク – Four Lions
  - ガイ・ピアース – 『英国王のスピーチ』
  - ボブ・ホスキンス –『ファクトリー・ウーマン（英語版）』
  - アンドリュー・ガーフィールド – 『わたしを離さないで』

### 助演女優賞
- ヘレナ・ボナム＝カーター – 『英国王のスピーチ』
  - レスリー・マンヴィル – 『家族の庭』
  - ロザムンド・パイク – 『ファクトリー・ウーマン（英語版）』
  - キーラ・ナイトレイ – 『わたしを離さないで』
  - タムシン・グレイグ – 『タマラ・ドゥルー 恋のさや当て』

### 脚本賞
- 『英国王のスピーチ』 – デヴィッド・サイドラー
  - Four Lions – ジェス・アームストロング、サム・ベイン、サイモン・ブラックウェル、クリス・モリス
  - 『キック・アス』 - ジェーン・ゴールドマン、マシュー・ヴォーン
  - 『ファクトリー・ウーマン（英語版）』 – ウィリアム・アイヴォリー
  - 『わたしを離さないで』 – アレックス・ガーランド

### ニューカマー賞
- ジョアンヌ・フロガット – In Our Name
  - マンジンダー・ヴァーク（英語版）– The Arbor
  - アンドレア・ライズボロー – 『ブライトン・ロック』
  - トム・ヒューズ – Cemetery Junction
  - コナー・マッカロン – Neds

### プロダクション賞
- 『モンスターズ/地球外生命体』
  - The Arbor
  - In Our Name
  - Skeletons
  - 『ストリートダンス/TOP OF UK』

### 技術貢献賞
- 『モンスターズ/地球外生命体』 – 視覚効果 – ギャレス・エドワーズ
  - The Arbor – 音響 – ティム・バーカー
  - 『ブライトン・ロック』 – 撮影 – ジョン・マシソン
  - 『イリュージョニスト』 – アニメーション – シルヴァン・ショメ
  - 『英国王のスピーチ』 – プロダクションデザイン – イヴ・スチュアート

### ドキュメンタリー賞
- Enemies of the People
  - The Arbor
  - 『イグジット・スルー・ザ・ギフトショップ』
  - Fire in Babylon
  - 『ヴィック・ムニーズ/ごみアートの奇跡』

### 短編映画賞
- Baby
  - Photograph Of Jesus
  - Sign Language
  - Sis
  - The Road Home

### 外国映画賞
- 『預言者』
  - 『籠の中の乙女』
  - 『ミラノ、愛に生きる』
  - 『瞳の奥の秘密』
  - 『ウィンターズ・ボーン』

### レインダンス賞
- 『バビロンの陽光』
  - Brilliant Love
  - Jackboots On Whitehall
  - Legacy
  - Treacle Junior

### リチャード・ハリス賞
- ヘレナ・ボナム＝カーター

### バラエティ賞
- リーアム・ニーソン

### 審査員特別賞
- Jenne Casarotto